# Robel Teklemariam
Robel Teklemariam (* 16. září 1974 Addis Abeba) je etiopský lyžař. Zúčastnil se zimních olympijských her v Turíně a stal se prvním sportovcem z Etiopie na zimních olympijských hrách.
Teklemariam žije od 9 let v Spojených státech, kromě angličtiny mluví i amharsky.

## Úspěchy

### Olympijské hry
- ZOH 2006 Torino - 83. místo (15 km)
- ZOH 2010 Vancouver - 93. místo (15 km)

### Mistrovství světa
- MS 2007 Sapporo - 74. místo (sprint)
- MS 2007 Sapporo - 105. místo (15 km)